# Schnebelhorn
Schnebelhorn, 1 291,9 m ö.h., är det högsta berget i kantonen Zürich, Schweiz. Berget ligger på gränsen mot kantonen Sankt Gallen.